# Zuid-Afrikaans Open 2013
Het Zuid-Afrikaans Open van 2013 - officieel het South African Open Championship 2013 - was een golftoernooi dat liep van 21 tot en met 24 november 2013 en werd gespeeld op de Glendower Golf Club in Ekurhuleni. Het toernooi maakte deel uit van de Sunshine Tour 2013 en de Europese PGA Tour 2014, het eerste toernooi van het seizoen.
Het prijzengeld bedroeg € 1.100.000 en de titelhouder was Henrik Stenson, de huidige nummer 1 van de wereldranglijst.

## Verslag
De par van de baan is 72. Twaalf van de 27 spelers die twee weken geleden via de Tourschool hun spelerskaart behaalden, doen aan dit toernooi mee.

### Ronde 1
Christiaan Basson sloeg al om 7 uur af en speelde een bogey-vrije ronde van 66, waarmee hij clubhouse leader werd. Charl Schwartzel startte twintig minuten later en maakte een ronde van 67. Simon Dyson en Steve Surry bereikten met -4 de 3de plaats. Surry (1982) woont in Engeland, staat nummer 55 op de Afrikaanse ranking, en kon daardoor meedoen aan dit toernooi. Hij ging in 2013 naar de Europese Tourschool maar kwam op Hardelot niet verder dan stage 1.

's Middags waren de scores iets lager. Matthew Nixon nam de leiding over met een ronde van 64, Marco Crespi en Jbe' Kruger scoorden 65 en namen de 2de plaats in. Daan Huizing was de enige Nederlandse speler, hij kwam met 68 op een gedeeld 10de plaats.

### Ronde 2 en 3
De joviale publieksfavoriet Charl Schwartzel kwam en bleef aan de leiding, en gingmet een krappe voorsprong ronde 4 in. Marco Crespi eindigde vorige week op de Tourschool op de 3de plaats en stond vol vertrouwen achter Schwartzel op de 2de plaats.

Na twee goede rondes stond Daan Huizing mooi op een gedeeld 7de plaats maar na ronde 3 was hij behoorlijk afgezakt.

### Ronde 4
Morten Ørum Madsen speelde in 2013 als rookie op de Europese Tour en eindigde op de 81ste plaats van de ranking.  Deze laatste dag in Zuid AFrika maakte een bogeyvrije ronde van 67 en won het eerste toernooi van het nieuwe seizoen. Hij kwam dus op de eerste plaats van de Race To Dubai.  Jbe' Kruger maakte een ronde van 65 en steeg naar de 2de plaats, die hij deelde met Hennie Otto.

Huizing sloot het toernooi met een goede ronde af.
- Scores

| Naam               | WR   | Score R1 | Score R1 | Nr  | Score R2 | Score R2 | Totaal | Nr | Score R3 | Score R3 | Totaal | Nr  | Score R4 | Score R4 | Totaal | Nr  |
| ------------------ | ---- | -------- | -------- | --- | -------- | -------- | ------ | -- | -------- | -------- | ------ | --- | -------- | -------- | ------ | --- |
| Morten Ørum Madsen | 244  | 67       | -5       | T6  | 66       | -6       | -11    | 3  | 69       | -3       | -14    | T2  | 67       | -5       | -19    | 1   |
| Jbe' Kruger        | 364  | 65       | -7       | T2  | 70       | -2       | -9     | 5  | 71       | -1       | -10    | T8  | 65       | -7       | -17    | 2   |
| Charl Schwartzel   | 22   | 67       | -5       | T6  | 65       | -7       | -12    | T1 | 69       | -3       | -15    | 1   | 71       | -1       | -16    | T4  |
| Marco Crespi       | 233  | 65       | -7       | T2  | 67       | -5       | -12    | T1 | 70       | -2       | -14    | T2  | 70       | -2       | -16    | T4  |
| Warren Abery       | 1046 | 68       | -4       | T10 | 71       | -1       | -5     | T  | 68       | -4       | -9     | T11 | 68       | -4       | -13    | 9   |
| Christiaan Basson  | 751  | 66       | -6       | T4  | 68       | -4       | -10    | 4  | 71       | -1       | -11    | T5  | 71       | -1       | -12    | T10 |
| Daan Huizing       | 204  | 68       | -4       | T10 | 69       | -3       | -7     | T7 | 73       | +1       | -6     | T34 | 68       | -4       | -10    | T17 |
| Matthew Nixon      | 417  | 64       | -8       | 1   | 72       | par      | -8     | 6  | 72       | par      | -8     | T18 | 74       | +2       | -6     | T34 |
| Simon Dyson        | 185  | 68       | -4       | T10 | 74       | +2       | -2     | T  | 68       | -4       | -6     | T34 | 77       | + 5      | -1     | T52 |
| Steve Surry        | 848  | 68       | -4       | T10 | 73       | +1       | -3     | T  | 70       | -2       | -5     | T44 | 78       | +6       | +1     | T59 |

| Leider |  | Toernooirecord |  | DQ = disqualified |  | WR = Wereldranglijst |

## Spelers
| Europese Tour - Matthew Baldwin - Seve Benson - Lucas Bjerregaard - Justin Brink - Kristoffer Broberg - François Calmels - Jorge Campillo - Alejandro Cañizares - Johan Carlsson - Magnus A. Carlsson - Marco Crespi - Carlos Del Moral - Chris Doak - David Drysdale - Simon Dyson - Nacho Elvira - Niclas Fasth - Ross Fisher - Alastair Forsyth - David Frost - Adam Gee - Retief Goosen - Estanislao Goya - JB Hansen - Soren Hansen - Andreas Hartø - Tyrrell Hatton - James Heath - Michael Hoey - Daan Huizing - Scott Jamieson - Sihwan Kim - James Kingston | - Peter Lawrie - Craig Lee - Gavan Levenson - Thomas Levet - Alexander Levy - Tom Lewis - Mikael Lundberg - Morten Ørum Madsen - Gareth Maybin - Paul McGinley - Damien McGrane - Jamie McLeary - Edoardo Molinari - James Morrison - Matthew Nixon - Wade Ormsby - Adrian Otaegui - Hennie Otto - Andrea Pavan - Eddie Pepperell - Victor Riu - Robert Rock - Charl Schwartzel - Lee Slattery - Graeme Storm - Andy Sullivan - Simon Thornton - Simon Wakefield - Anthony Wall - Paul Waring - Romain Wattel - Steve Webster - Peter Whiteford | Nationale/Regionale Order of Merit - Warren Abery - Jaco Ahlers - Thomas Aiken - Christiaan Basson - Oliver Bekker - Jacques Blaauw - Desvonde Botes - Merrick Bremner - Heinrich Bruiners - Drikus Bruyns - Hendrik Buhrmann - Dean Burmester - Ryan Cairns - Matthew Carvell - Neil Cheethan - JG Claassen - Wallie Coetsee - Charl Coetzee - Francois Coetzee - Andrew Curlewis - Louis De Jager - Ruan De Smidt - Wynand Dingle - Martin De Toit - Bryce Easton - Tyrone Ferreira - Darren Fichardt - Trevor Fisher Jr - Dion Fourie - Andrew Georgiou - Vaughn Groegewald - Alex Haindl - Daniel Hammond | - Justin Harding - Jared Harvey - Michael Hollick - Keith Horne - Jean Hugo - James Kamte - Peter Karmis - Jbe' Kruger - Pieter Kruger - Pablo Martín Benavides - Doug McGuigan - PH McIntyre - Pieter Moolman - Titch Moore - Tyrone Mordt - Jacobus Mouton - Grant Muller - Garth Mulroy - Gert Myburgh - Colin Nel - Shaun Norris - Brandon Pieters - Jake Roos - Lyle Rowe - Neil Schietekat - Teboho Sefatsa - JJ Senekal - Theunis Spangenberg - Brandon Stone - Ockie Strydom - Steve Surry - Chris Swanepoel - Justin Turner | - Ulrich Van den Berg - Dawie Van der Walt - Tjaart Van der Walt - Danie Van Tonder - Jaco Van Zyl - Allan Versveld - Justin Walters - Ross Wellington - Mark Williams Invitaties - Sipho Bujela - Keenan Davidse - David Duval - Richard Finch - T I Mazibuko - Lindani Ndwsndwe - Atti Scgwartzel - Stephen Swanepoel - Toto Thimba Jr - Bennie Van der Merwe Amateurs - N J Arnoldi - Christiaan Bezuidenhout - Thriston Lawrence - Zander Lombard - Louis Taylor |

Christiaan Bezuidenhout en Louis Taylor werden met Kim Williams en Lara Weinstein eind oktober 2013 uitgezonden naar de Spirit International, een toernooi waar spelers van zes continenten aan meedoen. De 18-jarige Christiaan is nummer 2 in Zuid-Afrika sinds hij het Western Province Amateur zowel matchplay als strokeplay had gewonnen en daarna het Limpopo Open. Hij is nu lid van de Ernie Els Fancourt Golf Foundation.